# لويد رودولف
لويد رودولف (بالإنجليزية: Lloyd Rudolph)‏ هو عالم سياسة وكاتب أمريكي، ولد في 1 نوفمبر 1927 في شيكاغو في الولايات المتحدة، وتوفي في 16 يناير 2016 في أوكلاند في الولايات المتحدة بسبب سرطان البروستاتا.